# Wólka Szlachecka
Wólka Szlachecka (niem. Adlig Wolka, 1938–1945 Adlig Wolken) – wieś w Polsce położona w województwie warmińsko-mazurskim, w powiecie olsztyńskim, w gminie Jeziorany. Należy do sołectwa Franknowo.
W latach 1975–1998 miejscowość należała administracyjnie do województwa olsztyńskiego. Wieś znajduje się w historycznym regionie Warmia.